# Elecciones provinciales del Neuquén de 1973
Las elecciones generales de la provincia del Neuquén de 1973 tuvieron lugar entre marzo y abril del mencionado año con el objetivo de restaurar las instituciones constitucionales de la provincia luego de casi siete años de la dictadura militar autodenominada Revolución Argentina, impuesta en 1966. Se debía elegir al gobernador para el período 1973-1977 y a los 25 miembros de la Legislatura Provincial mediante el sistema de "mayoría automática", que daba 15 escaños al partido más votado y 10 al segundo, sin permitir a los terceros partidos representación legislativa. La dictadura saliente impuso el sistema de segunda vuelta electoral en las elecciones presidenciales y de gobernador, para las dos fuerzas más votadas en caso de que ninguna superara el 50% de los votos.
El exgobernador Felipe Sapag, del Movimiento Popular Neuquino (MPN), que había ejercido como gobernador constitucional entre 1963 y 1966, y como interventor de facto entre 1970 y 1972, renunció para poder presentarse a las elecciones, con Antonio Alberto del Vas como compañero de fórmula. Sapag rechazó las tentativas de Juan Domingo Perón de unificar el MPN, hasta entonces un partido neoperonista, con el Partido Justicialista, con la frase "los neuquinos nos hemos puesto los pantalones largos". De este modo, la coalición peronista Frente Justicialista de Liberación (FREJULI), presentó una fórmula separada, liderada por Ángel Nicanor Romero, con Emiliano Such como compañero de fórmula.
Toda la atención de los partidos políticos neuquinos se dirigió a un pueblo y dos parajes: Barrancas, La Ciénaga y Cerro del León. Luego de la elección del 11 de marzo volvieron a votar debido a que se anularon las tres mesas correspondientes a aquellas localidades. Imprecisiones formales de las autoridades de mesa obligaron a la Junta Electoral a una nueva convocatoria a las urnas. El MPN estaba a solo 73 votos de evitar el balotaje y alzarse con la gobernación. El radicalismo a tres votos de obtener un único diputado provincial. El Frejuli (peronismo) quería evitar a toda costa que el MPN ganara en primera vuelta.
Finalmente, la fórmula Sapag - Del Vas fue la más votada con el 49,85% de los votos, a alrededor de 170 votos de evitar una segunda vuelta electoral. En segundo lugar quedó la fórmula Romero - Such con el 35,28%. El MPN obtuvo los 15 escaños de mayoría automática y el PJ los 10 de la representación opositora. Durante la campaña para la segunda vuelta, Perón emitió un comunicado criticando la postura de Sapag de considerarse "neoperonista", y declaró que solo existía un peronismo, y que su candidato en Neuquén era Romero, declarando que: "Los que, buscando una división en el Movimiento Justicialista, adoptan siglas que pretenden aparecer como un neoperonismo inexistente, deben saber que en esta oportunidad, frente a la realidad nacional, los pueblos no olvidan jamás a quienes los sirven y defienden, como también enjuician enérgicamente a quienes intentan traicionarlos".
La segunda vuelta se realizó el 15 de abril y el MPN obtuvo una aplastante victoria con el 60,48% de los votos contra el 39,52% del FREJULI. Esta elección marcó la primera vez que un candidato directamente apoyado por Perón era derrotado en una elección ejecutiva subnacional. De este modo, el MPN se perfiló como una fuerza política separada del PJ, y consolidó definitivamente su dominio sobre la política neuquina.
Sapag, Del Vas y los legisladores asumieron el 25 de mayo, pero no pudieron finalizar su mandato constitucional debido al golpe de Estado del 24 de marzo de 1976. Hasta entonces, prevalecieron como la única provincia no gobernada por el FREJULI.

## Resultados

### Gobernador y Vicegobernador
| Fórmula                            | Fórmula                            | Partido                            | Partido                                | 1ª vuelta | 1ª vuelta | 2ª vuelta | 2ª vuelta |
| Gobernador                         | Vicegobernador                     | Partido                            | Partido                                | Votos     | %         | Votos     | %         |
| ---------------------------------- | ---------------------------------- | ---------------------------------- | -------------------------------------- | --------- | --------- | --------- | --------- |
| Felipe Sapag                       | Antonio del Vas                    |                                    | Movimiento Popular Neuquino            | 30.074    | 49,85     | 37.759    | 60,48     |
| Ángel Nicanor Romero               | Emiliano Such                      |                                    | Frente Justicialista de Liberación     | 21.282    | 35,28     | 24.672    | 39,52     |
|                                    |                                    |                                    | Unión Cívica Radical                   | 4.655     | 7,72      |           |           |
|                                    |                                    |                                    | Partido Demócrata Progresista          | 2.471     | 4,10      |           |           |
|                                    |                                    |                                    | Partido Intransigente                  | 1.462     | 2,42      |           |           |
|                                    |                                    |                                    | Partido Socialista de los Trabajadores | 379       | 0,63      |           |           |
|                                    |                                    |                                    |                                        |           |           |           |           |
| Votos válidos                      | Votos válidos                      | Votos válidos                      | Votos válidos                          | 60.323    | 93,04     | 62.431    | 99,03     |
| Votos en blanco                    | Votos en blanco                    | Votos en blanco                    | Votos en blanco                        | 2.965     | 4,57      | 408       | 0,65      |
| Votos anulados                     | Votos anulados                     | Votos anulados                     | Votos anulados                         | 1.550     | 2,39      | 201       | 0,32      |
| Total de votos                     | Total de votos                     | Total de votos                     | Total de votos                         | 64.838    | 100       | 63.040    | 100       |
| Votantes registrados/participación | Votantes registrados/participación | Votantes registrados/participación | Votantes registrados/participación     | 77.880    | 83,25     | 77.880    | 80,95     |
| Fuente:                            |                                    |                                    |                                        |           |           |           |           |

### Legislatura
| Partido                            | Partido                                | Votos  | %     | Bancas | Electos |
| ---------------------------------- | -------------------------------------- | ------ | ----- | ------ | --- |
|                                    | Movimiento Popular Neuquino            | 29.390 | 49,04 | 15/25  | Ver electos: - Nicanor Eduardo Briceño - Jorge Omar Brillo - Epifanio Francesco - Aldo Victorio Maulu - Luis Julián Jalil - Elías Ramón Troitiño - Mariano Creide - Alfredo Urrutia - José Lucas Echegaray - Rufino Izquierdo - Jorge de la Cruz Bustamante - Ernesto Carlos Behm - Amadeo Alfonso Michelet - Juan Luis Schummacher - Lisandro Virgilio Centeno |
|                                    | Frente Justicialista de Liberación     | 21.107 | 35,22 | 10/25  | Ver electos: - Carlos Alberto Francisco Arias - Raúl Héctor González - Ricardo Tomás Kohon - Mafalda Ramona Balboa - Celestino Andrés Sacaseta - René Etelvina Chaves - Carlos Antonio Asaad - Inés Liliana Andino - Eduardo Guillermo Buamscha - Abelardo Coifin                                                                                               |
|                                    | Unión Cívica Radical                   | 4.791  | 7,99  |        | |
|                                    | Partido Demócrata Progresista          | 2.555  | 4,26  |        | |
|                                    | Partido Intransigente                  | 1.491  | 2,49  |        | |
|                                    | Partido Socialista de los Trabajadores | 382    | 0,64  |        | |
|                                    | Frente de Izquierda Popular            | 215    | 0,36  |        | |
|                                    |                                        |        |       |        | |
| Votos válidos                      | Votos válidos                          | 59.931 | 92,43 |        | |
| Votos en blanco                    | Votos en blanco                        | 3.494  | 5,39  |        | |
| Votos anulados                     | Votos anulados                         | 1.413  | 2,18  |        | |
| Total de votos                     | Total de votos                         | 64.838 | 100   |        | |
| Votantes registrados/participación | Votantes registrados/participación     | 77.880 | 83,25 |        | |
| Fuente:                            |                                        |        |       |        | |